# エムレ・ザフェル・バーンズ
エムレ・ザフェル・バーンズ（Emre Zafer Barnes、1988年11月7日 ‐ ）は、ジャマイカ出身でトルコ国籍の陸上競技選手。専門は短距離走。2015年にトルコ国籍を取得。
ジャマイカ時代はウィンストン・バーンズ（Winston Barnes）の名前で競技し、カテゴリー別の国際大会で活躍した。

## 経歴

### ジャマイカ国籍時代
2003年、チャンプス (en) （10-19歳が対象のジャマイカの全国学校対抗陸上競技大会）のクラス3男子100mにおいて10秒99の大会新記録（当時）を樹立し、1997年にマイケル・フレイターがマークした11秒10を更新して優勝した。クラス3男子200mも22秒69で制した。
2006年8月、北京世界ジュニア選手権の男子4×100mリレーで1走を務めると（2走Remaldo Rose、3走Cawayne Jervis、4走ヨハン・ブレーク）、決勝では39秒05のジュニアジャマイカ新記録（当時）を樹立しての優勝に貢献した。

### トルコ国籍時代
2015年6月24日、トルコの市民権を取得。
2016年6月24日、トルコ代表として大会に出場することが可能となった。
同年8月、シニア世界大会デビューとなったリオデジャネイロオリンピックでは男子4×100mリレー予選では3走を務め（1走İzzet Safer、2走ジャック・アリ・ハーヴェイ、4走ラミル・グリエフ）、38秒30のトルコ新記録樹立に貢献するも決勝に進出できなかった。
2017年8月、シニア世界選手権デビューとなったロンドン世界選手権では、個人種目初出場となった男子100mで準決勝まで進出した。男子4×100mリレーでは3走を務めると（1走Yigitcan Hekimoglu、2走ジャック・アリ・ハーヴェイ、4走ラミル・グリエフ）、トルコ史上初の決勝進出（7位）に貢献した。

## 自己ベスト
記録欄の（　）内の数字は風速（m/s）で、+は追い風を意味する。
| 種目 | 記録           | 年月日        | 場所           | 備考           |
| 屋外 | 屋外           | 屋外          | 屋外           | 屋外           |
| ---- | -------------- | ------------- | -------------- | -------------- |
| 100m | 10秒12 (+1.2)  | 2016年3月26日 | サンアントニオ |                |
| 100m | 10秒02w (+3.2) | 2017年6月11日 | エルズルム     | 追い風参考記録 |
| 200m | 20秒67 (-0.4)  | 2015年5月23日 | ピテシュティ   |                |
| 室内 |                |               |                |                |
| 60m  | 6秒55          | 2018年2月18日 | イスタンブール |                |

## 主要大会成績
備考欄の記録は当時のもの
| 年         | 大会                           | 場所             | 種目       | 結果       | 記録          | 備考                   |
| ジャマイカ | ジャマイカ                     | ジャマイカ       | ジャマイカ | ジャマイカ | ジャマイカ    | ジャマイカ             |
| ---------- | ------------------------------ | ---------------- | ---------- | ---------- | ------------- | ---------------------- |
| 2004       | カリフタゲームズ (en) (U17)    | ハミルトン       | 100m       | 予選       | 11秒75 (-2.5) |                        |
| 2004       | カリフタゲームズ (en) (U17)    | ハミルトン       | 200m       | 3位        | 22秒02 (+1.6) |                        |
| 2004       | カリフタゲームズ (en) (U17)    | ハミルトン       | 4x100mR    | 優勝       | 42秒74 (4走)  |                        |
| 2006       | カリフタゲームズ (en) (U20)    | レザビーム       | 100m       | 4位        | 10秒69 (0.0)  |                        |
| 2006       | カリフタゲームズ (en) (U20)    | レザビーム       | 4x100mR    | 優勝       | 39秒81 (1走)  |                        |
| 2006       | 世界ジュニア選手権             | 北京             | 4x100mR    | 優勝       | 39秒05 (1走)  | ジュニアジャマイカ記録 |
| トルコ     |                                |                  |            |            |               |                        |
| 2016       | バルカン選手権 (en)            | ピテシュティ     | 100m       | 2位        | 10秒32 (-1.1) |                        |
| 2016       | バルカン選手権 (en)            | ピテシュティ     | 4x100mR    | 優勝       | 39秒67 (4走)  |                        |
| 2016       | ヨーロッパ選手権               | アムステルダム   | 100m       | 準決勝     | 10秒31 (-0.4) |                        |
| 2016       | オリンピック                   | リオデジャネイロ | 4x100mR    | 予選       | 38秒30 (3走)  | トルコ記録             |
| 2017       | イスラム諸国連帯 競技大会 (en) | バクー           | 100m       | 6位        | 10秒45 (+0.6) |                        |
| 2017       | イスラム諸国連帯 競技大会 (en) | バクー           | 4x100mR    | 2位        | 39秒56 (3走)  |                        |
| 2017       | 世界選手権                     | ロンドン         | 100m       | 準決勝     | 10秒27 (+0.4) |                        |
| 2017       | 世界選手権                     | ロンドン         | 4x100mR    | 7位        | 38秒73 (3走)  |                        |
| 2018       | バルカン選手権 (en)            | イスタンブール   | 60m        | 優勝       | 6秒62         | 室内トルコ記録         |
| 2018       | 世界室内選手権                 | バーミンガム     | 60m        | 8位        | 6秒64         |                        |